# Vaps (pokret)
Vaps (est.: Eesti Vabadussõjalaste Keskliit, kasnije Eesti Vabadussõjalaste Liit), odnosno Savez sudionika Estonskoga rata za neovisnost, bio je u početku organizacija veterana Estonskoga rata za neovisnost, a kasnije i politički pokret koji je djelovao u estonskoj politici u razdoblju između dva svjetska rata. Organizacija je osnovana 1929. i premda su na početku prihvaćali samo veterane, kasnije su kao podršku prihvaćali i druge članove. Vođe pokreta bili su Andres Larka, koji je bio službeni čelnik i predsjednički kandidat, te Artur Sirk. 
Vaps je započeo kao paravojna organizacija fokusirana na protukomunizam i antiparlamentarizam, zalažući se za autokratsku državu sa snažnim predsjednikom koji bi uživao gotovo diktatorske ovlasti. Uz to je pokret bio izrazito nacionalistički nastrojen. Ipak, u razdoblju kada se fašizam širio Europom, Vaps nikada nije prihvatio toliko radikalne stavove. Pokret  nije podržavao niti zagovarao nikakvu rasnu politiku i otvoreno je kritizirao nacionalsocijalistički progon Židova, iako su u početku pozdravili Hitlerov dolazak na vlast, da bi se kasnije ogradili od njemačkog kancelara. Također, Vasp nije pokazivao otvorene tendencije prema nasilju, kao ni prema teritorijalnom širenju. S druge strane, poput talijanskih fašista, nosili su crne odore i crne beretke te su koristili rimski pozdrav na svojim skupovima. Međutim, iako Vaps nikada nije postao otvoreno fašistički pokret, umjereniji članovi pokreta poput Johana Pitke, u jednom su trenutku napustili pokret zbog neslaganja sa službenom politikom. Također, Vaps je održavao bliske kontakte s finskim fašistima. Vaps je izdavao i službeno glasilo Võitlus (hrv.: Borba).
Vaps nije nikada izašao na parlamentarne izbore, premda su bili značajan čimbenik na estonskoj političkoj sceni. Nakon što su 1933.  pritiskom na vladu dobili dopuštenje za provođenje referenduma o donošenju snažnog predsjedničkog ustava (koji je dobio podršku 72,7% glasača), tadašnji premijer Jaan Tõnisson, inače protivnik navedenih ustavnih reformi, okoristio se izvanrednim stanjem proglašenim prije tog referenduma i zabranio Vapsu djelovanje. Ipak, to nije ugasilo pokret, koji se vratio s još radikalnijim stavovima. Nakon uspjeha u velikim gradovima na lokalnim izborima, a unatoč činjenici da u seoskim dijelovima zemlje nisu imali gotovo nikakvog uspjeha, Vapsov kandidat Andres Larka bio je prvi favorit predsjedničkih izbora zakazanih za 1934. godinu. Svjestan te mogućnosti, državni poglavar Konstantin Päts proglasio je nakon mjesnih izbora novo izvanredno stanje u cijeloj zemlji 12. srpnja 1934., čime je ponovo raspustio Vaps, a čelnici pokreta su mahom uhićeni. 
Vaps je službeno zabranjen i raspušten u prosincu 1935. Dana 6. svibnja 1936. 150 članova pokreta završilo je na sudu. Njih 143 osuđeno je na dugogodišnje zatvorske kazne. Iako su svi oni amnestirani, a pokret aboliran 1938., Vaps više nije uživao ni približno snažnu podršku naroda kao i ranije. Ironično, iste godine donesen je novi estonski ustav koju je u Estoniji uveo snažan predsjednički sustav.
Postojao je pokušaj obnove pokreta 2009., ali je odbijen, a 2019. službeno je potvrđeno kako Vaps nema više djelujućih članova. 

## Vanjske poveznice
- O pokretu Vaps, pristupljeno 29. travnja 2022.
- "The radical right in interwar Estonia" Andres Kasekamp, pristupljeno 29. travnja 2022.